# George Kenney
George Churchill Kenney (6 de agosto de 1889 - 9 de agosto de 1977) foi um general das Forças Aéreas do Exército dos Estados Unidos durante a Segunda Guerra Mundial. Ele é mais conhecido como o comandante das Forças Aéreas Aliadas na Área do Sudoeste do Pacífico (SWPA), cargo que ocupou entre agosto de 1942 e 1945.
Em abril de 1946, Kenney se tornou no primeiro comandante do recém-formado Comando Aéreo Estratégico (SAC), mas o seu desempenho na função foi criticado e ele foi transferido para comandante da Universidade Aérea, cargo que ocupou de outubro de 1948 até à sua aposentadoria da Força Aérea em setembro de 1951.